# Doancoi (Quemaque)
Doancoi (em turco: Doğanköy), Tortã (em curdo: Tortan) ou Tordã (em armênio: Թորդան; romaniz.: T'ordan) é uma vila da província de Erzinjane, na Turquia. Tinha uma população de 2 929 pessoas em 2022.

## História
Historicamente, Tordã fazia parte do distrito de Daranália, na província da Alta Armênia do Reino da Armênia. Por vezes foi erroneamente atribuída a Acilisena. Segundo Moisés de Corene, foi o local de um templo dedicado ao deus Barxamim e foi concedido à Igreja após a destruição de seu templo por Gregório, o Iluminador. Foi local de sepultamento de Gregório e seus sucessores Vertanes I, o Parto e Hesíquio I, o Parta.